# Synagoge Kaschlgasse

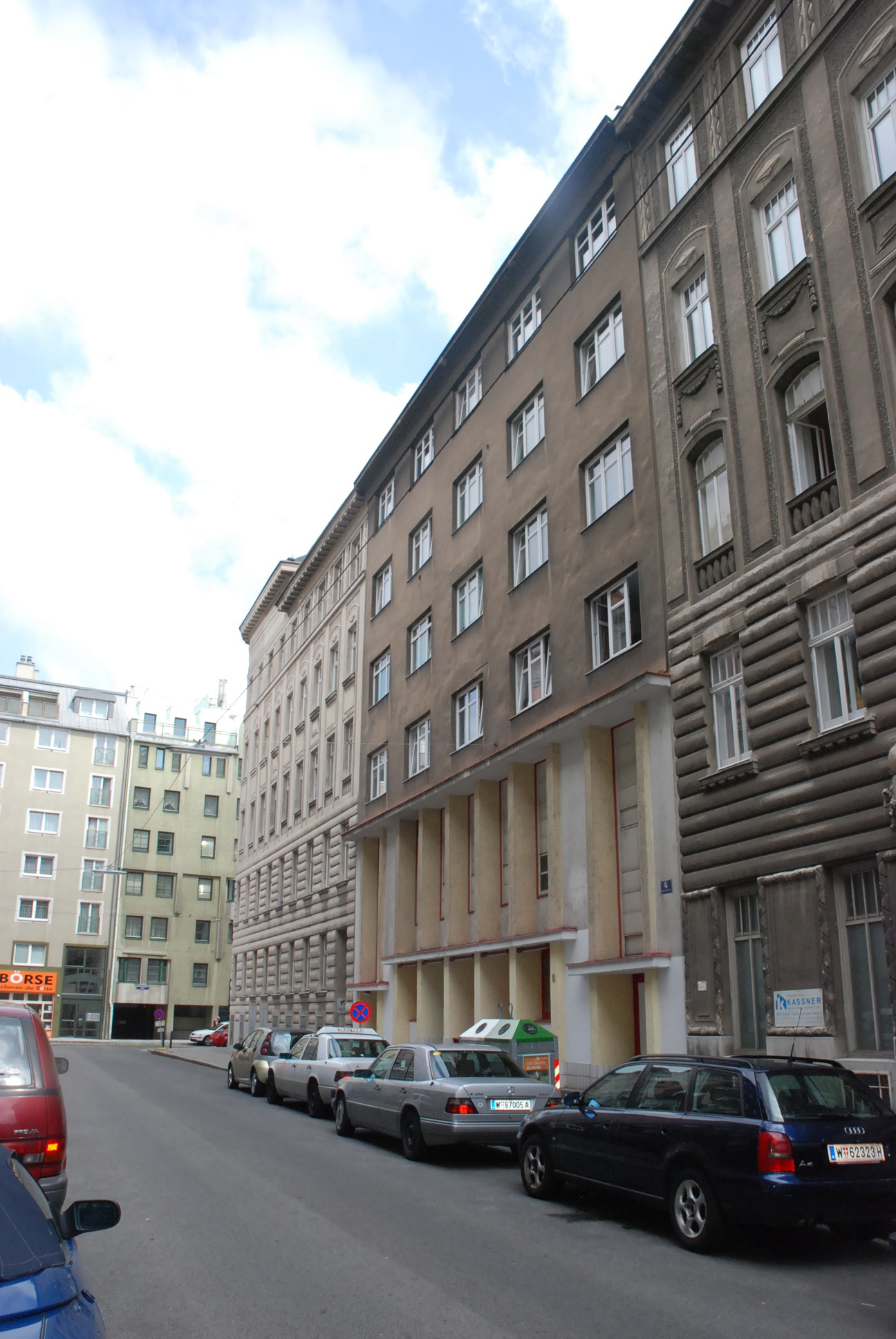
Straßenansicht ehemalige Synagoge in der Kaschlgasse 4 (Wien)

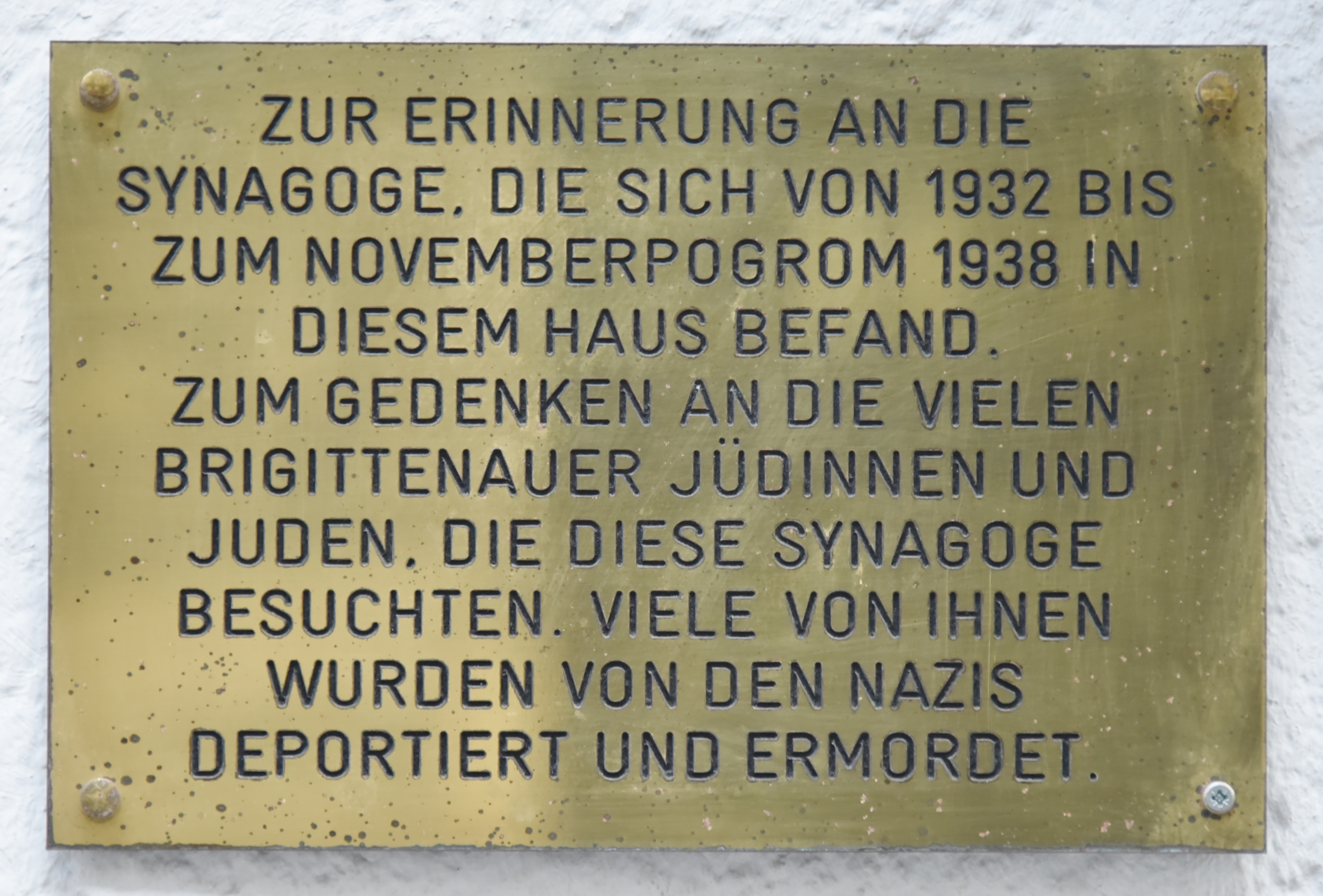
Erinnerungstafel für die Synagoge

Die Synagoge Kaschlgasse war eine Synagoge im 20. Wiener Gemeindebezirk Brigittenau. Sie wurde von 1931 bis 1932 als „funktionalistische“ Baustruktur im Erd- und Obergeschoß mit darauf gestapelten Wohnungen errichtet und verfügte über 600 Sitzplätze. Nach der Synagoge in der Kluckygasse 11 stellte dieser Standort das zweitgrößte religiöse Zentrum der Brigittenauer Juden dar. Die Haupterschließung der Synagoge erfolgte über die Kaschlgasse 4, jedoch war der Gebäudekomplex auch über die Raffaelgasse zugänglich.
Im Rahmen der Novemberpogrome 1938 wurde die Synagoge verwüstet. Nach der NS-Herrschaft wurden die Räumlichkeiten unter dem Namen „Kaschlsäle“ als Freizeitinstitution betrieben und die Wohnungen weiter vermietet. In weiterer Folge befand sich lange Zeit die Filiale eines deutschen Lebensmittelkonzerns in den vormals sakralen Räumlichkeiten. Eine Gedenktafel wurde um 2011 herum angebracht (siehe Bild).